# Sd.Kfz. 251
Le Sonderkraftfahrzeug 251 (Schützenpanzerwagen Sd.Kfz. 251) (en français : « véhicule spécial à moteur no 251 (blindé de transport de troupes) ») est un véhicule militaire blindé allemand semi-chenillé de combat, construit et utilisé de 1939 à 1945.
Sa classification dans l'armée de terre allemande correspond à Schützenpanzerwagen (SPW, Véhicule blindé d'infanterie).
Il est essentiellement destiné à équiper les Panzerdivision et les unités de Panzergrenadier, et partageait de nombreux éléments mécaniques avec le Sd.Kfz. 7.

## Historique

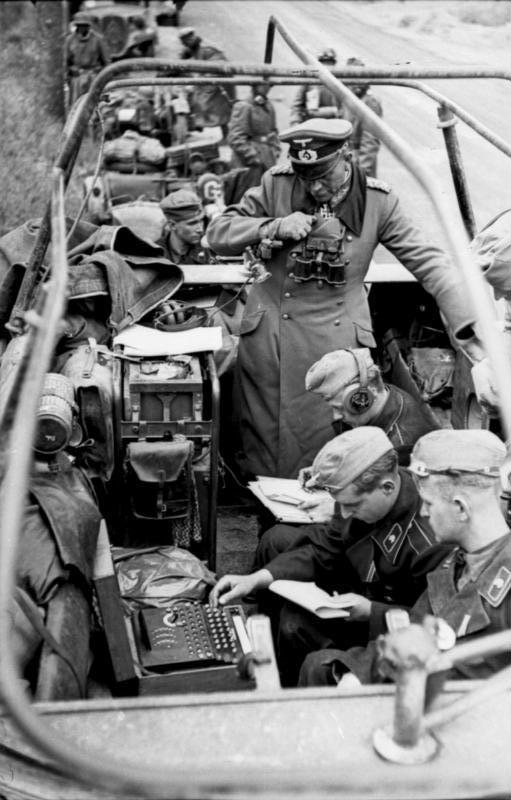
Emblématique photo de la campagne de mai 1940 en France : le général Heinz Guderian, le spécialiste des panzers, dans son Sd.Kfz. 251/6 de communication et de commandement.

Le premier prototype voit le jour en 1938, la construction en série commence début 1939, les premiers engins furent attribués à la 1re Panzerdivision. 
Il en fut produit avec quatre caisses différentes, de A à D, avec à chaque fois le souci d'en simplifier la fabrication. Sur ces caisses furent adaptées différents matériels et armes, pour un total de 22 versions du Sd.Kfz. 251. 
L’idée initiale qui mena au 251 fut de disposer d’un véhicule apte à suivre les Panzer, et pouvant transporter un peloton d’infanterie sur le  champ de bataille, le protégeant des tirs d'armes légères et des éclats d'obus. Finalement, en moyenne, le blindage fera 8 mm d'épaisseur, sauf pour le nez de 14,5 mm et le capot de 10 mm ; le plancher de 5,5 mm était insuffisant pour résister à une mine. L’absence de toit rendait l'engin vulnérable aux tirs de l'aviation, aux jets de grenades, aux projectiles de mortiers… Malgré ses défauts, le 251 s’avéra efficace, s'adapta aux exigences des combats, mais sa production fut modeste et il ne put profiter à l'ensemble des Panzergrenadier, qui restèrent largement tributaires des camions. Il était prévu de le remplacer courant 1945, ou en 1946, par un véhicule de combat d'infanterie  entièrement chenillé, basé sur le châssis du Panzer 38(t), et qui aurait pris le nom de Kätzchen.
Après guerre, la Tchécoslovaquie fabriqua sa propre version du 251, sous le nom de OT-810. Elle  était cependant pourvue d'un nouveau moteur, et comportait plusieurs modifications, dont la possibilité d'adapter un toit amovible au-dessus du compartiment de combat.  
Le premier type de caisse (A) fut fabriqué à un nombre réduit d’exemplaires début 1939, et doté d'un moteur Maybach HL 38 TRKM. Il est remplacé par la version B la même année. La version C apparut au printemps 1941, le véhicule étant doté d'un moteur Maybach HL 42 TRKM jugé plus fiable. Il fut construit en grand nombre, mais restait toujours complexe à assembler, notamment en raison de ses nombreuses plaques de blindage inclinées, censées accroître la protection contre les tirs d’armes légères. La version D apparut courant 1943 : les lignes de la caisse sont épurées au maximum, les soudures sont réduites de 50 %, le blindage du compartiment moteur s'épaissit légèrement. Ce modèle est facilement identifiable,  grâce entre autres à son arrière droit incliné, et parce-que sont présents des compartiments de stockage sur toute la longueur extérieure des flancs du compartiment de combat. Le total des Ausf A, B et C construits fut de 4650, l'Ausf D étant produit à 10 500 exemplaires[réf. non conforme]. 
Bien que conçu pour manœuvrer en tout-terrain, ce véhicule était toutefois sujet à certaines limitations dans ses évolutions, parce que les roues avant n’avaient pas de motricité. Le train de roulement chenillé était cependant sophistiqué, ce qui en ralentissait la production et nécessitait un entretien régulier.
La version standard du transporteur de troupes était équipée de deux mitrailleuses MG34 pour les caisses  A,B et C,  de deux MG42 pour l'Ausf D. Une des armes  était  montée à l’avant du compartiment ouvert, au-dessus et derrière le conducteur. Une seconde mitrailleuse était généralement montée sur l’arrière de la caisse.

## Variantes

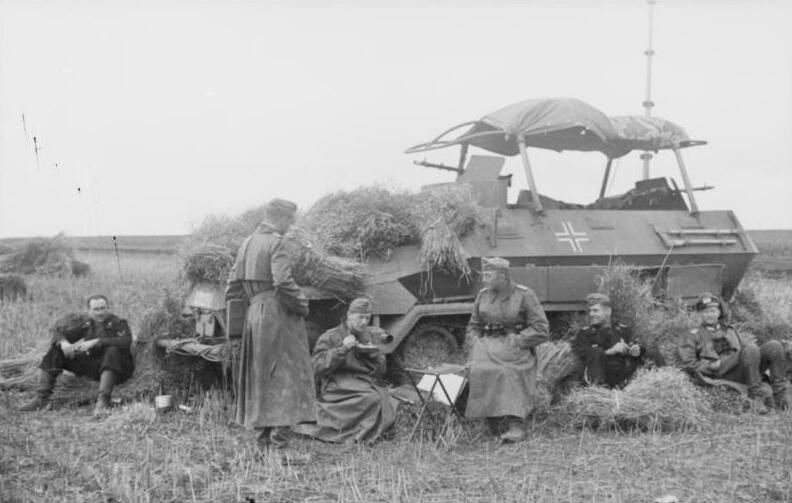
Pause autour d'un Sd.Kfz. 251/3, Russie, septembre 1941.

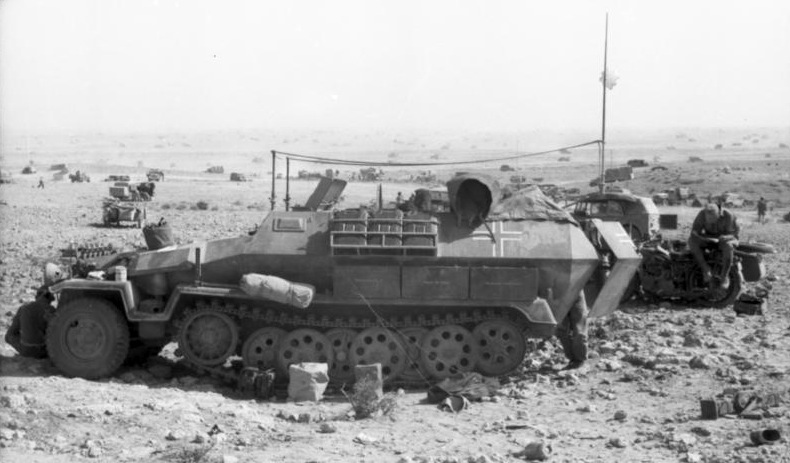
Sd.Kfz. 251 de l'Afrikakorps (juin 1942).

Il y eut 22 variantes officielles de ce véhicule, sans compter les transformations et aménagements effectués sur le terrain par les troupes.
- Sd.Kfz. 251/1 – Transport d'infanterie blindé standard.

À la fin du conflit, quelques-uns furent dotés d'un équipement de vision nocturne FG 1250. Ces Sd.Kfz furent renommés « Falke » (Faucon). 
- Sd.Kfz. 251/1 Wurfrahmen 40 - Cette deuxième version du Sd.Kfz. 251/1 était un véhicule lance-roquettes, équipé de six casiers latéraux en bois (appelés « Wurfrahmen 40 »), portant des roquettes explosives « Sprengranate » de 280 mm, ou des « Flammgranate » incendiaires de 320 mm. Le compartiment de combat du véhicule était dévolu au transport de projectiles supplémentaires. L'équipage normal de cette version était de trois hommes.
- Sd.Kfz. 251/2 – Transporteur de mortier de 81 mm
- Sd.Kfz. 251/3 – Véhicule de communication avec équipement radio supplémentaire pour les besoins du commandement
  - Sd.Kfz. 251/3 I avec radios FUG8 et FUG5
  - Sd.Kfz. 251/3 II avec radios FUG8 et FUG5
  - Sd.Kfz. 251/3 III avec radios FUG7 et FUG1
  - Sd.Kfz. 251/3 IV avec radios FUG11 et FUG12 (pourvu d’une antenne télescopique de 9 m)
  - Sd.Kfz. 251/3 V avec radio FUG11
- Sd.Kfz. 251/4 – Tracteur d'artillerie. Utilisé pour tracter des canons légers ou moyens tels les PaK 38 de 50 mm ; PaK 40 de 75 mm ; leFH 18 de 105 mm ...
- Sd.Kfz. 251/5 – Véhicule d’assaut du génie avec bateaux gonflables et pontons
- Sd.Kfz. 251/6 – Véhicule de commandement (connu sous le nom de Kommandopanzerwagen) équipé de tables à cartes et de matériel de chiffrement
- Sd.Kfz. 251/7 – Pionierpanzerwagen. Autre véhicule d’assaut du génie équipé pour transporter des pontons sur ses flancs
- Sd.Kfz. 251/8 – Ambulance blindée
- Sd.Kfz. 251/9 – Véhicule armé d’un canon KwK 37 L/24 (surnommé "Stummel" (mégot) à cause de son tube court)
- Sd.Kfz. 251/10 – Véhicule armé d’un canon anti-char PaK 36 de 37 mm
- Sd.Kfz. 251/11 – Véhicule destiné à la pose de lignes téléphoniques
- Sd.Kfz. 251/12, 13, 14 – Véhicules spécialisés destinés à l’artillerie
- Sd.Kfz. 251/15 - Repérage visuel et localisation des coups de départ de l'artillerie ennemie
- Sd.Kfz. 251/16 – « Flammenpanzerwagen ». Équipé de deux lance-flammes et initialement d’un autre lance-flammes placé à l’arrière, détachable mais néanmoins connecté au véhicule, destiné à être utilisé par l’infanterie débarquée. Cet équipement s’ajoutait à la mitrailleuse MG34 standard.
- Sd.Kfz. 251/17 – Véhicule de lutte antiaérienne pourvu d’un canon de Flak 30 ou Flak 38 de 20 mm
- Sd.Kfz. 251/18 – Véhicule d’observation d’artillerie
- Sd.Kfz. 251/19 – Central téléphonique
- Sd.Kfz. 251/20 – Véhicule porteur d'un projecteur infrarouge pour l'observation de nuit.
- Sd.Kfz. 251/21 – « Flakdrilling ». Véhicule équipé de canons MG151 triples ; les premières versions étaient des mitrailleuses lourdes MG 151/15 de 15 mm, plus tard remplacées par des canons MG 151/20 de 20 mm de la Luftwaffe. Le « Flakdrilling » pouvait être utilisé contre des cibles aériennes aussi bien que terrestres.
- Sd.Kfz. 251/22 – Véhicule équipé d’un canon anti-char PaK 40 de 75 mm
- OT-810 – Version produite en Tchécoslovaquie par les entreprises Praga et Tatra. Cette version disposait d’un moteur diesel refroidi par air ; un toit blindé amovible recouvrait le véhicule. Il pouvait être remplacé par un treillis métallique que recouvrait une bâche ; la superstructure du véhicule différait dans ses formes du Sd.Kfz. 251 ; l'OT-810  était surnommé la « vengeance de Hitler » par les troupiers tchécoslovaques.